# La Danse héroïque
 (août 2014).
Si vous disposez d'ouvrages ou d'articles de référence ou si vous connaissez des sites web de qualité traitant du thème abordé ici, merci de compléter l'article en donnant les références utiles à sa vérifiabilité et en les liant à la section « Notes et références ».
Pour plus de détails, voir Fiche technique et Distribution.
La Danse héroïque est un film français muet de moyen métrage réalisé par René Leprince et Ferdinand Zecca, sorti en 1914.

## Fiche technique
- Titre : La Danse héroïque
- Réalisation : René Leprince et Ferdinand Zecca
- Scénario : René Leprince, Louis Z. Rollini, d'après le roman de Pierre Sales
- Société de production : Pathé Frères
- Format : Muet  - 35 mm - Noir et blanc - 1,33:1
- Genre : Drame
- Durée : 31 minutes
- Date de sortie :
  - France : février 1914

## Distribution
- Gabrielle Robinne : Gaby des Roses, une danseuse célèbre, idole du public, dont s'éprend passionnément un jeune lieutenant de vaisseau
- René Alexandre : le lieutenant de vaisseau René Stroffer, qui se prend de passion pour elle
- Simone Mareix : Lucille Salvary, la fiancée de René
- Albert Mayer : la capitaine Stroffer, commandant du transatlantique Jupiter, le père de René qui désapprouve sa liaison avec Gaby
- Dorny : Salvary, le père de Simone